# Cessna 340
Cessna 340 är ett tvåmotorigt, lågvingat monoplan från Cessna i helmetallkonstruktion avsett för snabba affärsreor. 340 är även försedd med tryckkabin och producerades mellan 1971 och 1984. Sammanlagt producerades 1351 flygplan.

## Varianter
- Cessna 340 – Grundversion med TSIO-520-K motorer på 285 hk.
- Cessna 340 – Version med något starkare TSIO-520-NB motorer på 310 hk.
- Cessna 335 – Förenklad version av Cessna 340 som saknar tryckkabin.